# Massilia jejuensis
Massilia jejuensis es una bacteria gramnegativa del género Massilia. Fue descrita en el año 2010. Su etimología hace referencia a la Isla Jeju, en Corea del Sur. Es aerobia y móvil por flagelo polar. Tiene un tamaño de 1,1-1,5 μm de ancho por 1,3-3 μm de largo. Catalasa y oxidasa positivas. Forma colonias redondas, convexas, de color naranja claro y con márgenes claros. Temperatura de crecimiento entre 5-35 °C, óptima de 30 °C. Crece en agar R2A y NA, pero no en TSA ni MacConkey. Tiene un contenido de G+C de 66,1%. Se ha aislado de una muestra de aire en la Isla Jeju, en Corea del Sur. 